# Politis (Chipre)
Polítis (en griego: Πολίτης, el ciudadano) es un diario en lengua griega publicado en Chipre. Es el tercer diario de la isla con 7000 copias vendidas diariamente. Es de tendencia de centro-derecha. 